# منتزعة الكبريت البنزرتينية
منتزعة الكبريت البنزرتينية (الاسم العلمي: Desulfovibrio bizertensis) هي نوع من البكتيريا، سلبية الغرام، تتبع جنس منتزعة الكبريت.